# Seeland-II-C

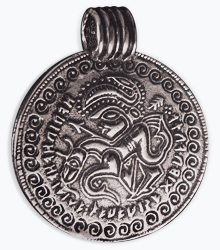
Il Seeland-II-C

Il Seeland-II-C (bratteato di Sjælland 2) è un bratteato scandinavo proveniente dall'isola di Zelanda, in Danimarca, databile al periodo delle migrazioni (attorno al 500). Il bratteato contiene la seguente iscrizione runica in Fuþark antico:
hariuha haitika : farauisa : gibu auja : ttt
La ttt finale è una tripla runa Tiwaz.
L'immagine centrale raffigura una testa maschile sopra un quadrupede. Questa è la caratteristica distintiva dei C-bratteati (di cui ne sono sopravvissuti circa 400 esemplari), e viene spesso interpretata come la figura di Odino che cavalca il suo cavallo.
Krause ha tradotto questa iscrizione con:
(W. Krause)
farauisa viene interpretato come fara-uisa, ovvero "il pericoloso" o "il viaggiatore". Moltke traduce questo termine con "uno che è saggio riguardo ai pericoli".